# Den attende
Den attende er en dansk film fra 1996, skrevet og instrueret af Anders Rønnow Klarlund, og følger tre parallelle handlingsforløb, der alle finder sted samtidigt med 18. maj-urolighederne i 1993.

## Medvirkende
- Sanne Graulund
- Rasmus Botoft
- Niels Anders Thorn
- Finn Nielsen
- Susanne Storm
- Claus Flygare
- Ole Ernst
- Stine Stengade
- Peter Belli